# Vilhelm Jørgensen
Karl Vilhelm Jørgensen (Vallø, 27 maggio 1897 – Kregme, 3 ottobre 1967) è stato un calciatore danese, di ruolo difensore.